# Vinarje, Maribor
Vinarje so naselje v Mestni občini Maribor.